# カロポゴン
カロポゴン（学：Calopogon）は、ラン科に含まれる属の一つ。または、カロポゴン属に含まれる植物の総称。

## 特徴
北アメリカ南部〜中米のカリブ海周辺地域が自生地の地生ランであり、美しいピンク、もしくは白色の花が咲く。花の形状は他のラン科の植物に通ずるが、花が逆さまに咲くという変わった生態をしている。ラン科の植物にしては珍しく、湿地や水はけの悪い草原の窪地などの環境を好む。花の時期は、春〜初夏頃にあたる。

## 栽培方法
他のランとは異なり、かなり特異な生態をしている為、栽培は難しい。深く水に浸かり過ぎると根腐れするので、根元が水に浸かる程度の高さで栽培すると良い。本属自体がかなり希少な品種である為、入手は難しい。

## 名称について
属名の由来は、ギリシャ語で「美しいヒゲ」を意味する。これは、唇弁の上部にある糸状の毛の部分にちなんでいる。

## 下位分類
五種が認められている。参考元はこちら。
- カロポゴン・バルバツス

　（Calopogon barbatus）
- カロポゴン・オクラホメンシス

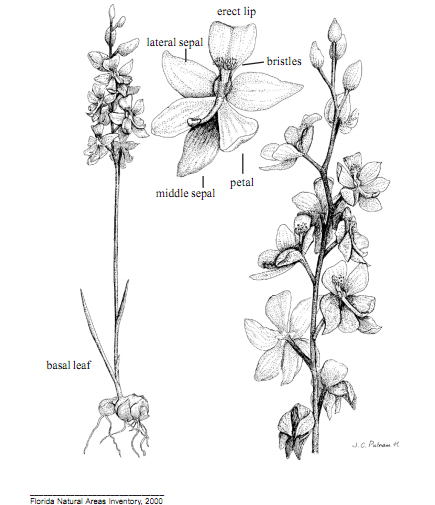
ムルティフロルス種のスケッチ。

　（Calopogon oklahomensis）
- カロポゴン・ツベロスス

　（Calopogon tuberosus）
- カロポゴン・パリドゥス

　（Calopogon pallidus）
- カロポゴン・ムルティフロルス

　（Calopogon multiflorus）

## ギャラリー

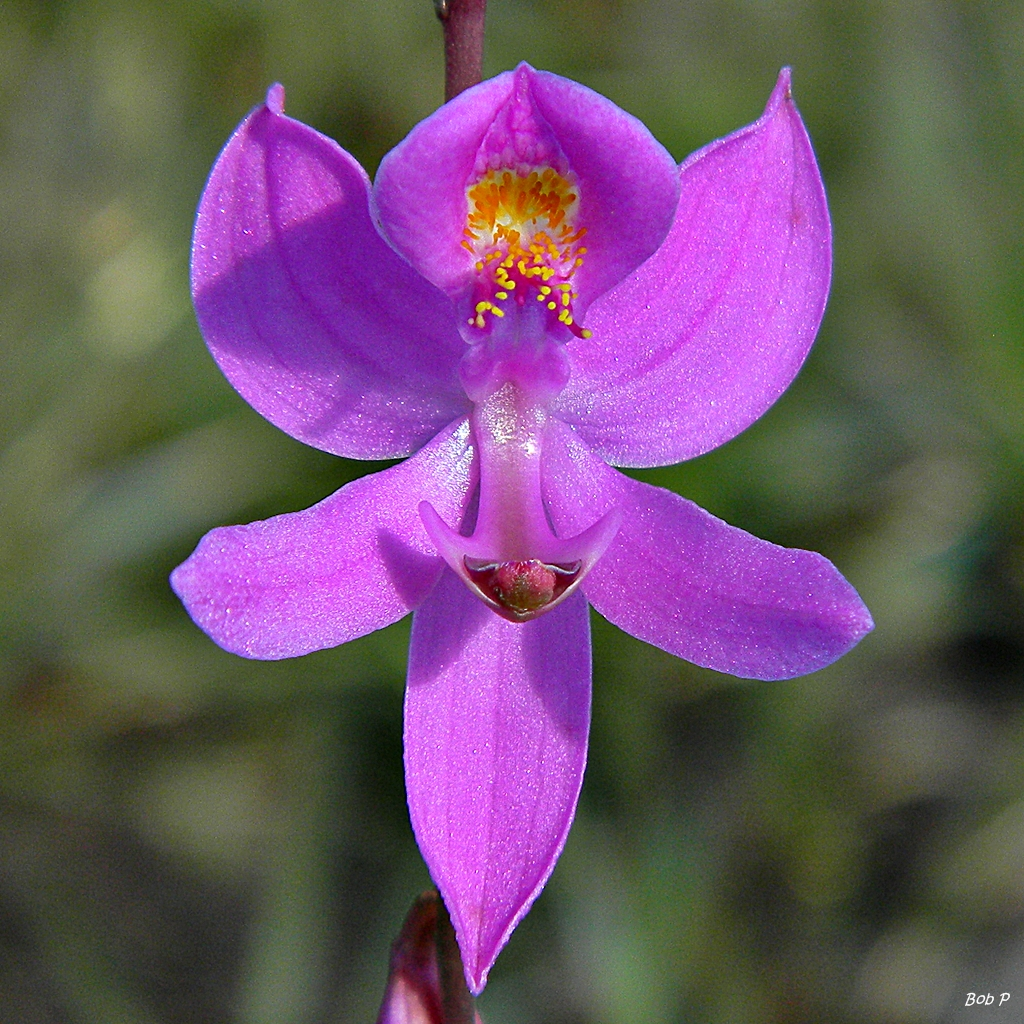
バルバツス種
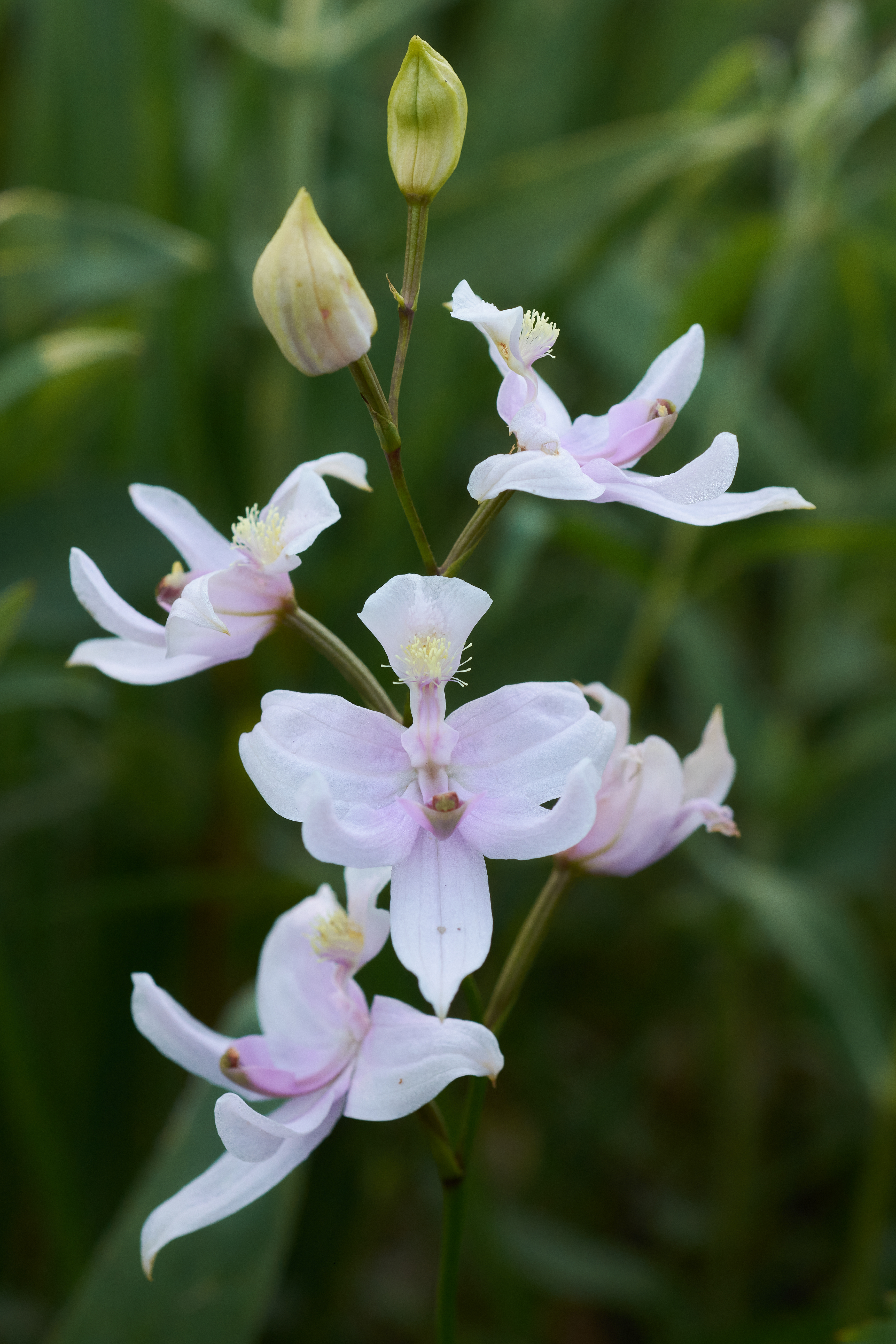
オクラホメンシス種
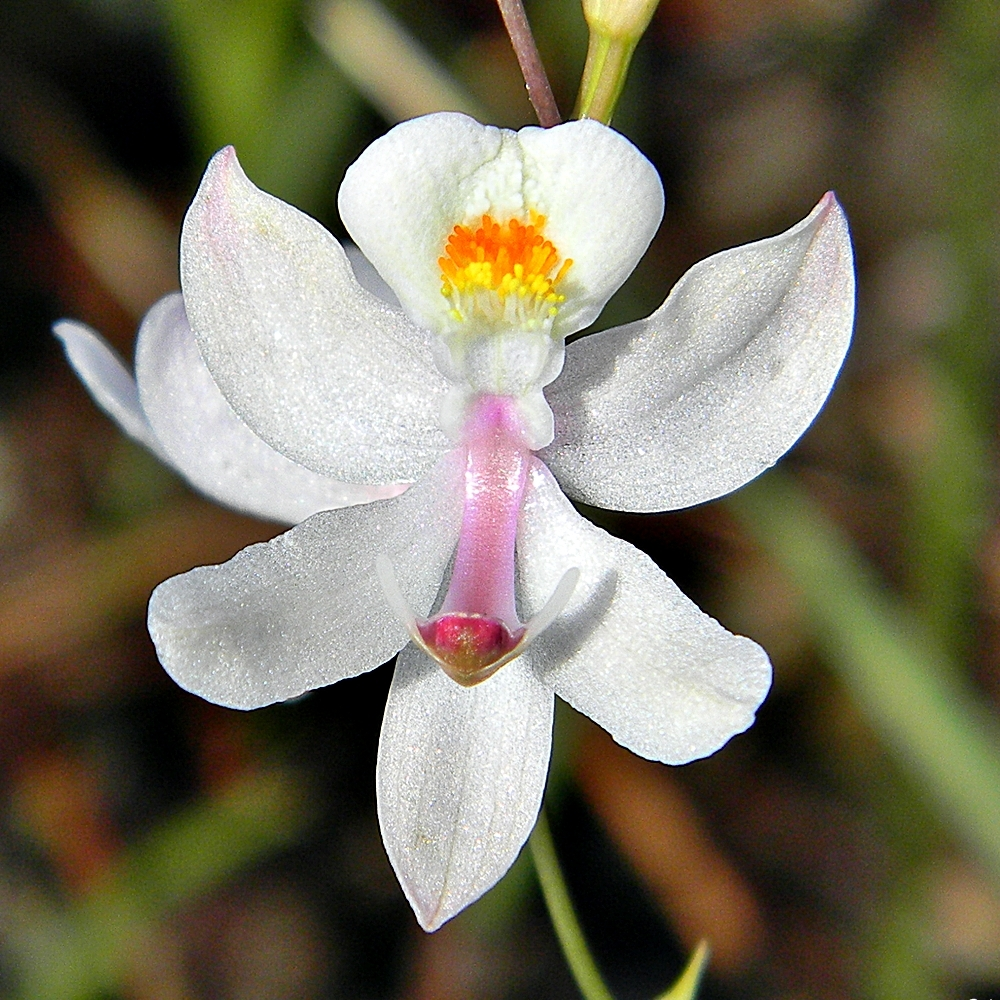
パリドゥス種
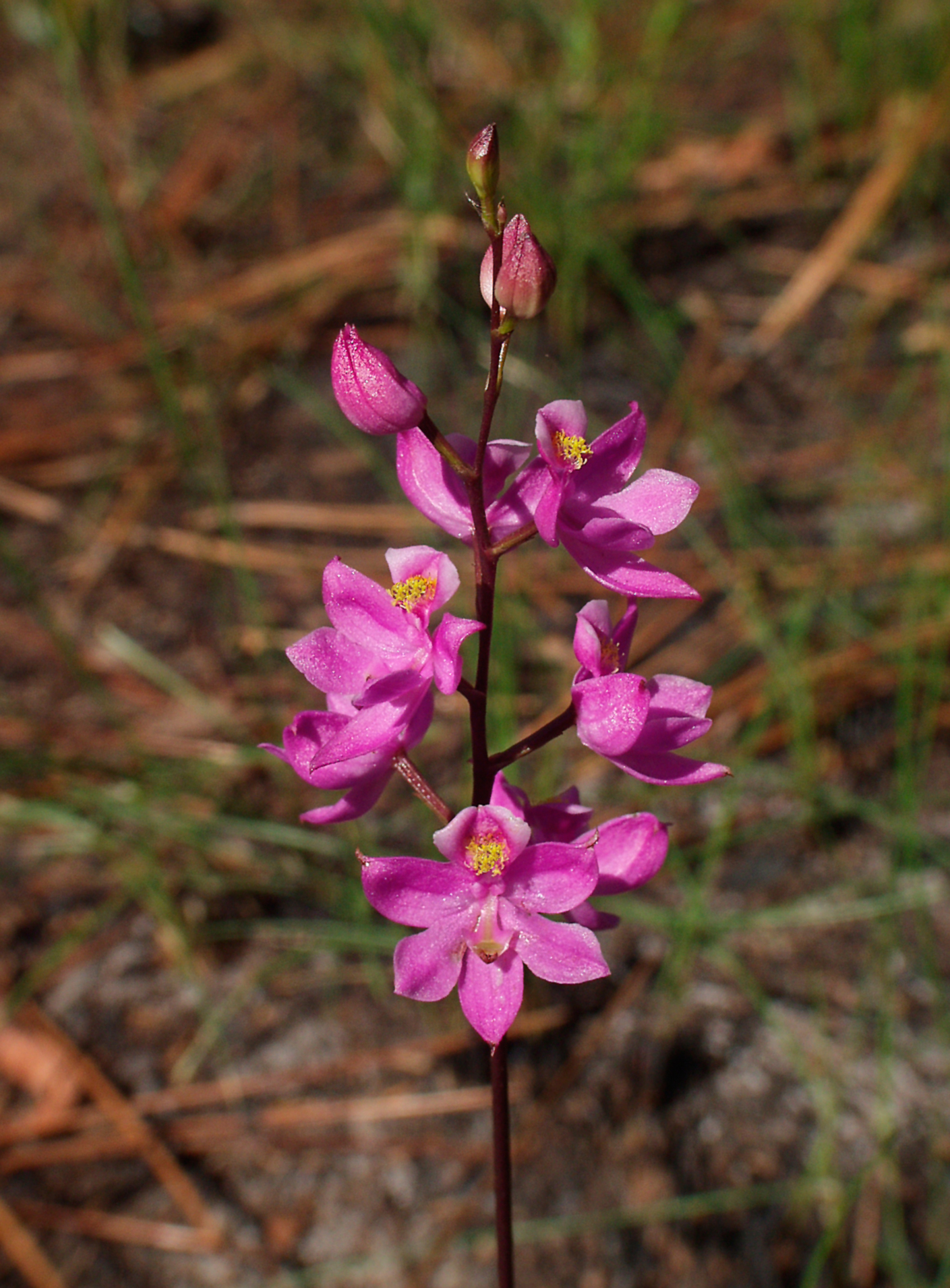
ムルティフロルス種